# Municipio de Elliott (Dakota del Sur)
El municipio de Elliott (en inglés: Elliott Township) es un municipio ubicado en el condado de Sanborn en el estado estadounidense de Dakota del Sur. En el año 2010 tenía una población de 99 habitantes y una densidad poblacional de 1,06 personas por km².

## Geografía
El municipio de Elliott se encuentra ubicado en las coordenadas 43°53′41″N 98°16′17″O / 43.89472, -98.27139. Según la Oficina del Censo de los Estados Unidos, el municipio tiene una superficie total de 93.09 km², de la cual 93,09 km² corresponden a tierra firme y (0 %) 0 km² es agua.

## Demografía
Según el censo de 2010, había 99 personas residiendo en el municipio de Elliott. La densidad de población era de 1,06 hab./km². De los 99 habitantes, el municipio de Elliott estaba compuesto por el 97,98 % blancos, el 2,02 % eran amerindios. Del total de la población el 0 % eran hispanos o latinos de cualquier raza.